# KZ Uštica
Das Konzentrationslager Uštica (serbokroatisch Koncentracioni logor Uštica, Концентрациони Логор Уштица; Logor Uštica, Логор Уштица) war ein Konzentrationslager im Unabhängigen Staat Kroatien (NDH), das speziell für den regionalen Völkermord an den Roma vorgesehen war und die Bezeichnung „Zigeunerlager“ erhielt. Es wurde während des Zweiten Weltkriegs im heutigen kroatischen Dorf Uštica nahe Jasenovac errichtet und zwischen 1942 und 1945 von den kroatisch-faschistischen Ustascha betrieben.

## Geschichte

KZ Jasenovac und Nebenlager

Am 8. Mai 1942 deportierten die Ustascha die serbisch-orthodoxe Bevölkerung des Dorfes Uštica in das KZ Jasenovac und KZ Stara Gradiška, von wo einige weiter in das KZ Sajmište deportiert wurden. Die Häuser und Grundstücke der deportierten Serben wurden anschließend in Stacheldraht eingezäunt und so in ein Konzentrationslager umgewandelt, welches anschließend für Roma gedacht war, für die es keinen Platz im Lager III gab, dem sogenannten Lager Ciglana, das zum Lagerkomplex des KZ Jasenovac gehörte. Als im Juni 1942 das Lager überfüllt war, wurden in Uštica Massenerschießungen vorgenommen und die Leichen verbrannt. Später fanden die Erschießungen beim halb versunkenen Ort Donja Gradina statt. Daneben wurden auch einige Serben im KZ Uštica gefangen gehalten, die während einer Offensive der jugoslawischen Partisanen auf die von den Ustascha besetzte Region Kozara von dort aus deportiert wurden. Einige Internierte des Lagers wurden nach Donja Gradina als Zwangsarbeiter geschickt. Dort wurden viele auf schrecklichste Weise ermordet, andere wurden im Lager selbst getötet.

## Gedenkstätte
Am Ort gibt es die Roma-Gedenkstätte Uštica (Romski memorijalni centar Uštica). Bislang wurden 21 Massengräber lokalisiert.